# Alexander Pechtold
Alexander Pechtold (Delft, 16 december 1965) is een Nederlands politicus voor Democraten 66 (D66) en bestuurder. Van 2006 tot 2018 was hij namens D66 fractievoorzitter in de Tweede Kamer. Van 31 maart 2005 tot 3 juli 2006 was hij minister van Binnenlandse Zaken en Koninkrijksrelaties in het kabinet-Balkenende II. Daarvoor, van 2003 tot 2005, was hij burgemeester van Wageningen.

## Jeugd en opleiding
Pechtold woonde van zijn derde tot zijn achttiende in Rhoon. Hij volgde het gymnasium alfa aan het Rotterdamsch Lyceum. Daarna studeerde hij kunstgeschiedenis en archeologie aan de Universiteit Leiden. Tijdens zijn studie werkte hij als veilingmeester bij Van Stockum's Veilingen te Den Haag. Pechtold haalde in 1995 zijn diploma Veilinghouder. In 1996 behaalde hij zijn doctoraalexamen kunstgeschiedenis en archeologie aan de Universiteit van Leiden.

## Politieke loopbaan

### Lokaal
In 1989 werd Pechtold lid van D66. In 1994 werd hij raadslid te Leiden namens deze partij en in 1996 werd hij wethouder, aanvankelijk met als portefeuille Milieu (1997-2002), vervolgens Sport en Cultuur (1997-2003), Grote Stedenbeleid (1998-2002) en Onderwijs en Verkeer en Vervoer/Parkeren (2002-2003). Hij hield als wethouder een lokaal referendum over de RijnGouwelijn tegen, dat er na zijn aftreden in 2007 alsnog kwam. In 2002 werd hij door het congres van D66 gekozen als landelijk partijvoorzitter en in oktober 2003 werd hij benoemd tot burgemeester van Wageningen. In deze functie haalde hij de landelijke pers door de identificatieplicht een schijnveiligheid te noemen.

### Minister

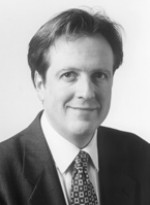
Pechtold in 2005

Kort na het aftreden van Thom de Graaf als minister voor Bestuurlijke Vernieuwing en Koninkrijksrelaties werd Pechtold voorgedragen als diens opvolger in het kabinet-Balkenende II en op 31 maart 2005 beëdigd. In juli 2005 bracht hij een bestuurlijke vernieuwingsagenda uit. Belangrijke onderdelen hiervan zijn de Nationale Conventie en het Burgerforum Kiesstelsel.
Op 18 oktober 2005, een kleine zeven maanden later, kwam Pechtold in opspraak door een interview in het blad Ons Contact van de SGP-jongeren. Hierin zei hij dat premier Balkenende bijdroeg aan de maatschappelijke ongerustheid over terrorisme in de Nederlandse samenleving, omdat Balkenende overmatig zou waarschuwen voor mogelijke aanslagen. Ook daarna bleef hij regelmatig kritiek uitoefenen op de Haagse politiek en op het kabinet in het bijzonder: in januari 2006 noemde hij de Haagse politiek in maandblad Opzij "veel vuiler en vunziger dan mensen denken". Dit kwam hem in de ministerraad op een schrobbering door zijn collega's te staan, die in het openbaar dunnetjes werd overgedaan door vicepremier Gerrit Zalm.

### Partijleider
Op 24 juni 2006 werd Pechtold door de D66-leden gekozen tot lijsttrekker voor de Tweede Kamerverkiezingen in november in een intern referendum. Op 29 juni 2006 trok de Tweede Kamerfractie van D66 de steun aan het kabinet in, door haar blijvende onvrede met het vreemdelingenbeleid van minister Verdonk, culminerend in de affaire over de verblijfsstatus en nationaliteit van Ayaan Hirsi Ali.
Koningin Beatrix verleende Pechtold op 3 juli 2006 op de meest eervolle wijze ontslag, nadat hij samen met de andere twee bewindslieden van D66, minister Laurens Jan Brinkhorst en staatssecretaris Medy van der Laan daartoe een verzoek had ingediend. Bij die verkiezingen viel zijn partij terug van 6 naar 3 zetels; sindsdien was hij fractievoorzitter. Zo kwam D66 in de oppositie terecht en Pechtold kon zich naar eigen zeggen uitstekend vinden bij zijn nieuwe rol als fractievoorzitter. In 2007 koos de parlementaire pers hem met 31% van de stemmen als 'Nederlands politicus van het jaar'. In 2008 eindigde hij bij diezelfde verkiezing als tweede, net achter Wouter Bos. In 2009 behaalde Pechtold opnieuw de eerste plaats, gevolgd door Eberhard van der Laan. In 2009 werd ook de eerste Duidelijketaalprijs aan hem toegekend.

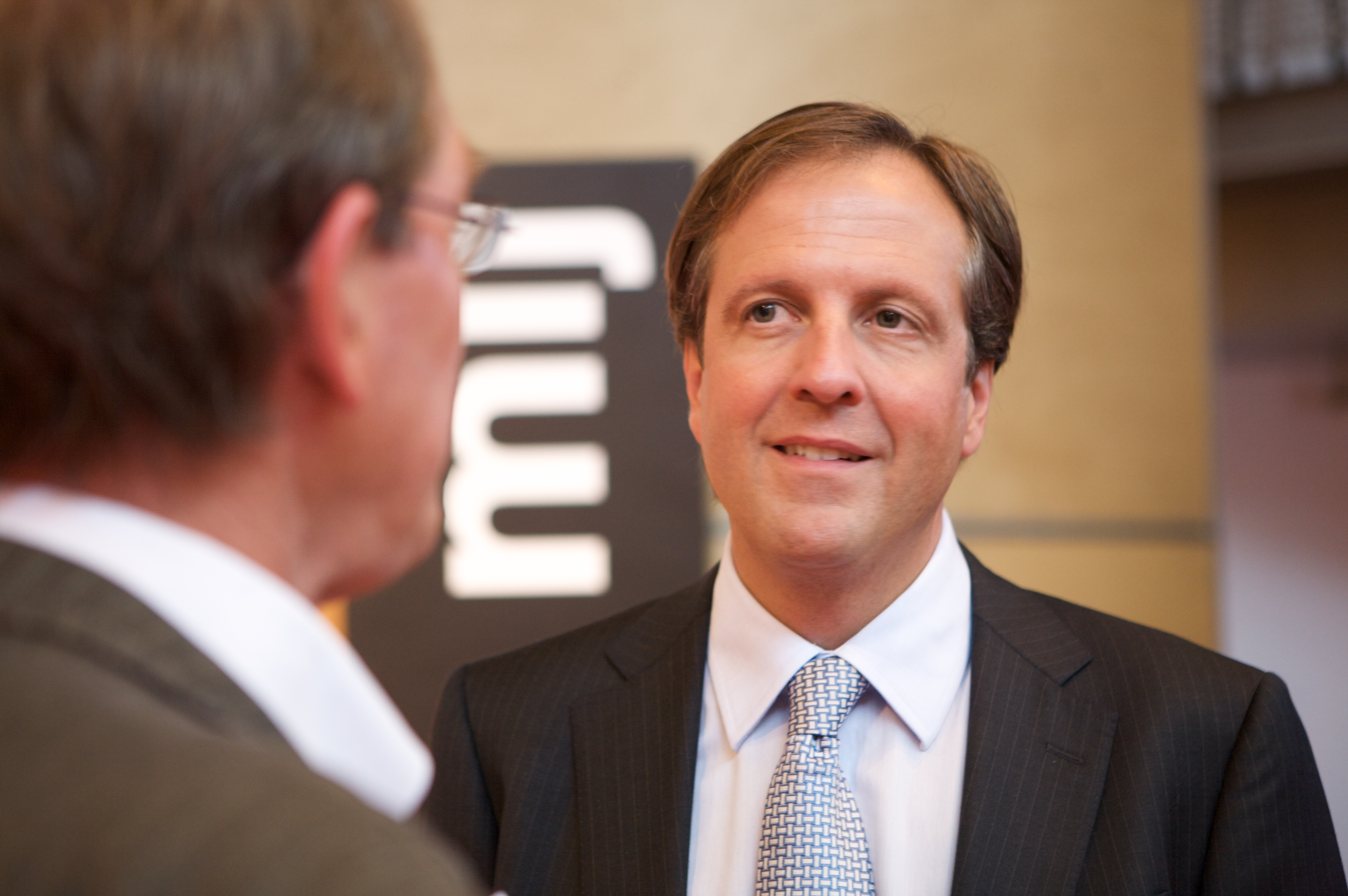
Pechtold op het D66-partijcongres in 2009

Hoewel het aantal Kamerzetels van D66 op een dieptepunt was gekomen, maakte Pechtold tijdens het kabinet-Balkenende IV een ontwikkeling door tot ongekroond woordvoerder van de parlementaire oppositie.
Daaraan wordt ook een heropleving van de partij D66 in de opiniepeilingen toegeschreven. In september 2008 publiceerde het opinieweekblad Vrij Nederland een interview met Pechtold, over hoe hij uitgegroeid was van een kereltje tot dé oppositieleider. (de benaming 'kereltje' kwam uit de koker van Volkskrant-columnist Jan Blokker, die in 2006 over Pechtold schreef "een kereltje, een parmantigerd, en soms zelfs vertederend met z'n ondoelmatige brutale waffel").
In september 2009 werd Pechtold door het Nederlands Debat Instituut uitgeroepen tot "Beste Debater van de Algemene Politieke Beschouwingen 2009".
In november 2009 werd bekendgemaakt dat de 'Stichting Vrienden van Pim Fortuyn' aangifte tegen Pechtold had gedaan wegens vermeend haatzaaien. De stichting zag in uitspraken van Pechtold, waarin hij politicus Geert Wilders voor staatsgevaarlijk en extreemrechts had uitgemaakt, een parallel met het politieke klimaat (demonisering) dat rond Pim Fortuyn hing, vlak voordat deze werd vermoord door de milieu- en dierenactivist Volkert van der Graaf.

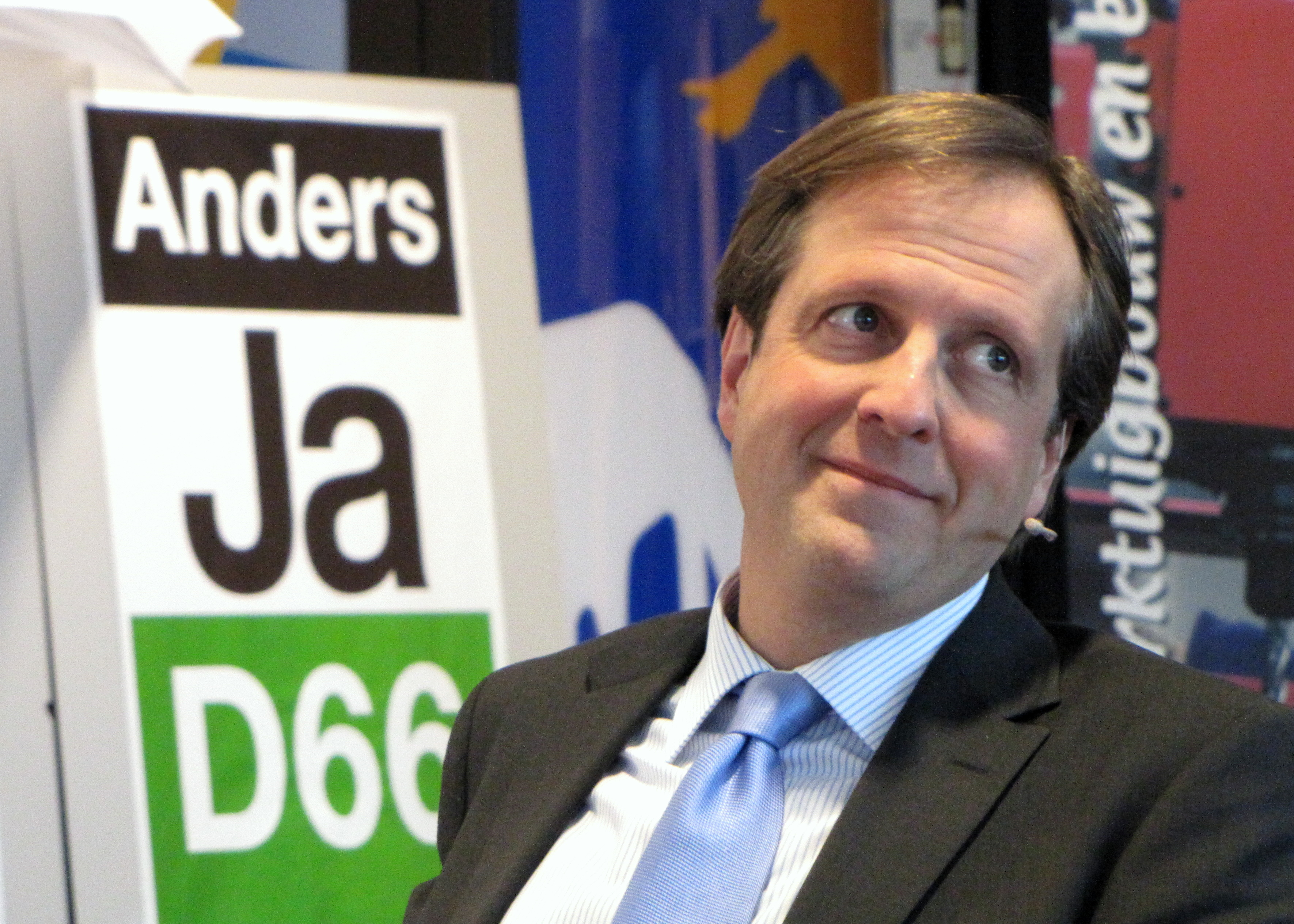
Pechtold op campagne voor de Tweede Kamerverkiezingen 2010

Tijdens de Tweede Kamerverkiezingen van 2010 behaalde D66 met Pechtold als lijsttrekker 10 zetels; een winst van 7. Na deze verkiezingen onderhandelde Pechtold namens D66 met de VVD, PvdA en GroenLinks over een zogenaamd 'Paars-Plus-kabinet', maar deze onderhandelingen liepen stuk. De VVD vormde met het CDA en de PVV een gedoogkabinet, en zodoende kwam D66 opnieuw in de oppositie terecht.
Pechtold bleef ook na deze verkiezingen aan als fractievoorzitter. Zijn portefeuilles in de Kamer zijn dan Algemene Zaken en Buitenlandse Zaken. Bij de Algemene Politieke Beschouwingen in 2011 won hij de Klare Taalprijs van de Nationale Jeugdraad. In 2012 kwam zijn eerste boek uit, getiteld Henk, Ingrid & Alexander, waarin hij in gesprek ging met mensen die bij de verkiezingen van 2010 op de PVV hadden gestemd. In april 2012 won hij ook de Thorbeckeprijs voor politieke welsprekendheid.
Nadat het kabinet-Rutte I bij de onderhandelingen over de begroting 2013 viel, was Pechtold prominent aanwezig bij een initiatief vanuit de Tweede Kamer om een nood-begroting op te stellen. Daarbij werd een groot aantal bezuinigingen afgesproken om aan de zogenoemde 3%-norm van de Europese Unie voor het overheidstekort te voldoen. Wegens zijn inzet voor privacy en economische hervormingen werd Pechtold door de liberale jongerenorganisatie JOVD uitgeroepen tot Liberaal van het Jaar 2013.
Bij de Tweede Kamerverkiezingen van 2012 was Alexander Pechtold opnieuw lijsttrekker van D66. De partij boekte een winst van 2 zetels en kwam daarmee uit op 12 zetels in de nieuwe Tweede Kamer. Bij het debat over de Regeringsverklaring in 2012 won Pechtold, na 2008 en 2011 voor de derde maal de Klare Taalprijs van de Nationale Jeugdraad. Bij de Algemene Politieke Beschouwingen van 2014 won hij de Klare Taalprijs opnieuw en won hij eveneens, net als in 2009, de prijs voor Beste Debater van het Nederlands Debat Instituut.
Bij de Tweede Kamerverkiezingen van 2017 was Alexander Pechtold weer lijsttrekker van D66. De partij boekte een winst van 7 zetels en kwam daarmee uit op 19 zetels. Op 9 oktober 2017 maakte hij bij het presenteren van het concept-regeerakkoord bekend als fractieleider aan te willen blijven. De fractie ging daarmee akkoord.
Pechtold trad op 9 oktober 2018 af als lid van de Tweede Kamer.

#### Aangifte ambtsdelict
Er werd in 2017 door ruim tweehonderd mensen aangifte gedaan tegen Pechtold. Het ging om de schenking van een appartement in Scheveningen aan Pechtold begin 2017 door een bevriend Canadees oud-diplomaat. Volgens de aangifte zou Pechtold zich hiermee onder andere schuldig hebben gemaakt aan ambtelijke omkoping, een ambtsdelict. De oud-diplomaat had hem het recht om gratis te wonen in zijn appartement in Scheveningen geschonken. Deze gift ontbrak in het schenkingenregister. Het ministerie van Justitie en Veiligheid heeft op 4 april 2018 deze aangiften ter bestudering toegezonden aan de procureur-generaal bij de Hoge Raad. De procureur-generaal bij de Hoge Raad Jos Silvis concludeerde na een oriënterend onderzoek dat er geen feiten en omstandigheden zijn die aanleiding geven voor de verdenking van een ambtsdelict. Het Openbaar Ministerie deed geen opsporingsonderzoek naar aanleiding van de aangiften tegen Pechtold.

### Burgemeester van Delft
Op 5 juni 2025 werd Pechtold door de gemeenteraad van Delft voorgedragen als nieuwe burgemeester als opvolger van Marja van Bijsterveldt. Op 11 juli 2025 nam de ministerraad de voordracht over en benoemde hem middels koninklijk besluit per 4 september 2025.

## Loopbaan na de landelijke politiek
Na het afscheid van de landelijke politiek in 2018 is Pechtold enkele bestuursfuncties in het publieke domein gaan bekleden.
In maart 2018 is een Kunstcommissie onder leiding van Pechtold opgezet om de verkoop van waardevolle kunstwerken naar het buitenland te onderzoeken. Deze commissie heeft advies uitgebracht aan de minister van Onderwijs, Cultuur en Wetenschap.
Sinds 13 juni 2019 is Pechtold namens het Presidium van de Tweede Kamer onafhankelijk procesbegeleider bij de renovatie van het Binnenhof.
Pechtold is sinds 1 november 2019 algemeen directeur van het Centraal Bureau Rijvaardigheidsbewijzen.
Vanaf 23 maart 2021 presenteert Pechtold het tv-programma De Achterkant van het Gelijk voor omroep BNNVARA op NPO 2.
Sinds 22 april 2021 is Pechtold de voorzitter van de raad van commissarissen van de Nederlandse Loterij.
In 2024 bracht hij samen met Bart Snels het boek Tot uw dienst uit.

## Privéleven
Pechtold is gescheiden en heeft twee kinderen. Activiteiten in de kunstwereld (op basis van zijn vroegere opleiding) heeft hij nog als hobby.

## Publicaties (selectie)
- Alexander Pechtold: Optimist in de politiek. Amsterdam, Hollands Diep, 2016. ISBN 9789048837557
- Alexander Pechtold: Henk, Ingrid en Alexander. Amsterdam, Bakker, 2012. ISBN 9789035137462
- Alexander Pechtold: Een land op drift. Over democratie, integratie en de mythe van de nationale identiteit. Tiende Van Randwijklezing. Vlissingen, 2009.

- Gemeinsame Normdatei: 1022980858
- International Standard Name Identifier: 0000 0003 8182 3895
- Library of Congress Control Number: nb2012021643
- Nederlandse Thesaurus van Auteursnamen: 294689680
- Parlement.com: vgz51a5nyogf
- Virtual International Authority File: 263129434
- WorldCat: E39PBJpJc4VyM7CGRJhhwQ7JXd